# Wilford VI (schip, 1903)
De Belgische salonstoomraderboot Wilford VI werd door de maatschappij Schelde & Rupel te Temse in 1903 gebouwd door L. Smit & Zoon, Kinderdijk en in dat jaar dienst genomen.
De Wilford VI had een rechtoplopende voorsteven met een spiegelachterschip. Ze had vooraan een mast en een lage opbouw waarop de stuurman en kapitein in weer en wind moesten navigeren. Ze had aan beide zijden overdekte schoepenraden met een daarop gebouwde cabineruimte. Daardoor oogde ze zeer breed, alhoewel deze salonboot zeer rank leek. 
Haar romp was wit met een lichtkleurige bovenkant en een donkere opbouw. Ze had een hoge beigekleurige schoorsteen. Ze geleek qua constructie en opbouw op de vroegere "Sint-Annekesboten".
- Lengte: 47,75 m
- Breedte: 5,80 m

## Geschiedenis
De Wilford VI ontkwam in oktober 1914, samen met twee andere, over de Schelde naar het neutrale Nederland, van zodra ze wisten dat de Duitsers dit land niet binnenvielen. In mei 1916 werd ze overgedragen aan de Royal Navy.  De Britse admiraliteit zocht stoomschepen met geringe diepgang voor hun operaties in Mesopotamië en de eigenaar Ernest Wilford zond zijn stoomschepen naar Thornycroft’s in Southampton om te worden omgebouwd naar oliestook. Daarna vertrok het schip in 1917 naar Mesopotamië via de Golf van Biskaje, de Middellandse zee en het Suez kanaal. Dat heeft het schip niet gehaald. Ze werd voor de kust van Algerije getorpedeerd door een Oostenrijkse U-boot. Het relatief middelmatige grote schip ontplofte, na de torpedo-inslag en zonk direct naar de diepte met slachtoffers aan boord.